# Città di Kalgoorlie-Boulder
La città di Kalgoorlie-Boulder è una delle nove Local Government Areas che si trovano nella regione di Goldfields-Esperance, in Australia Occidentale. Essa si estende su di una superficie di circa 95.575 chilometri quadrati ed ha una popolazione di 28.422 abitanti, la quasi totalità dei quali risiede a Kalgoorlie o a Boulder.